# Gottfried Ruß
Johann Gottfried Ruß (* 18. März 1807 in Wiesbaden; † 28. September 1873 in Biebrich) war ein deutscher Kaufmann und Politiker (Nassauische Fortschrittspartei, Deutsche Freisinnige Partei).

## Leben
Ruß war der Sohn des Kaufmanns und Landtagsabgeordneten Friedrich Ruß (* 3. Oktober 1777 in Windesheim; † 29. Juli 1844 in Wiesbaden) und dessen Ehefrau Anna Maria geborene Erkel. Er besuchte das de Laspéesche Institut, die Friedrichschule und das Pädagogium in Wiesbaden. Danach machte er eine kaufmännische Lehre in Mainz. Anschließend war er mehrere Jahre in Holland, Belgien, Frankreich und der Schweiz. Nach der Rückkehr lebte er als Kaufmann in Biebrich. 1865 bis 1873 war er Mitglied und bis 1871 Sekretär der Handelskammer Wiesbaden.

## Politik
1848 war er Mitglied im Verein für „Freiheit, Gesetz und Ordnung“. 1852 wurde er in einer Nachwahl für Carl Remigius Fresenius (der die Wahl nicht angenommen hatte) für die Gruppe der Gewerbetreibenden in die Erste Kammer der Landstände des Herzogtums Nassau gewählt. Diese Wahl wurde für ungültig erklärt. 1858 bis 1864 und erneut 1865 (zweite Wahl) bis zum Ende des Herzogtums 1866 wurde er im Wahlkreis XXIV (Amt Wiesbaden) für die Nassauische Fortschrittspartei in die Zweite Kammer der Landstände gewählt. Nach der Annexion des Herzogtums Nassau durch Preußen war er 1867 bis 1870 für den Wahlkreis Wiesbaden 3 und die Deutsche Freisinnige Partei Abgeordneter im Preußischen Abgeordnetenhaus.